# Charles Baudin
Charles Baudin, francoski admiral, * 1792, † 1854.
V svoji karieri je bil vojaški ataše v Argentini (in istočasno poveljnik francoske flote v južnoameriških vodah) in minister za vojno mornarico Francije (1841). Na koncu svoje kariere je bil poveljnik Sredozemske flote (1848–1849). Malo pred smrtjo je bil povišan v polnega admirala.